# Fridas andra bok
Fridas andra bok är andra delen av den vissamling som inte sällan felaktigt omnämns som Fridas visor, en vissamling av Birger Sjöberg, som utgavs postumt 1929 på Albert Bonners förlag. I sin inledning säger utgivarna: "I det hela kan man säga, att denna betydande samling Fridavisor framträder ungefär såsom den skulle ha gestaltat sig, om skalden själv utan ytterligare produktion skulle ha av tillgängligt material utgivit en samling."
De flesta visorna finns också i mängder med inspelningar. Redan Birger Sjöberg själv turnerade i folkparkerna med sina visor, även om han själv inte gjorde några grammofoninspelningar.

## Innehåll
Visorna i Fridas andra bok 
1. Längtan till Italien
2. Båtfärd
3. Söndagsmorgon
4. Till Heden
5. Tröst i glaset 23
6. Eftertanke
7. Danslektionen
8. Amor rasar i Lilla Paris
9. Dödens ö
10. Finge Frida rätt
11. Naturlig förklaring
12. Hyllning till Universum
13. Månens hy
14. Balen hos Apotekaren
15. Vinden nyanserar
16. Den glada mjölkskjutsen
17. Vårnatt i Fridas faders trädgård
18. Midsommarfest i Lilla Paris
19. Vår tenor
20. ”Sov, hulda ros, i ro”
21. Notchefen
22. Romantisk promenad
23. Prins Gustafs klagan
24. Fru Bonacieux
25. Bolsjevikens dotter
26. Hösten klarnar, Frida

- Hos min doktor (Tillägnad en vän)